# Birgitte Cathrine Boye

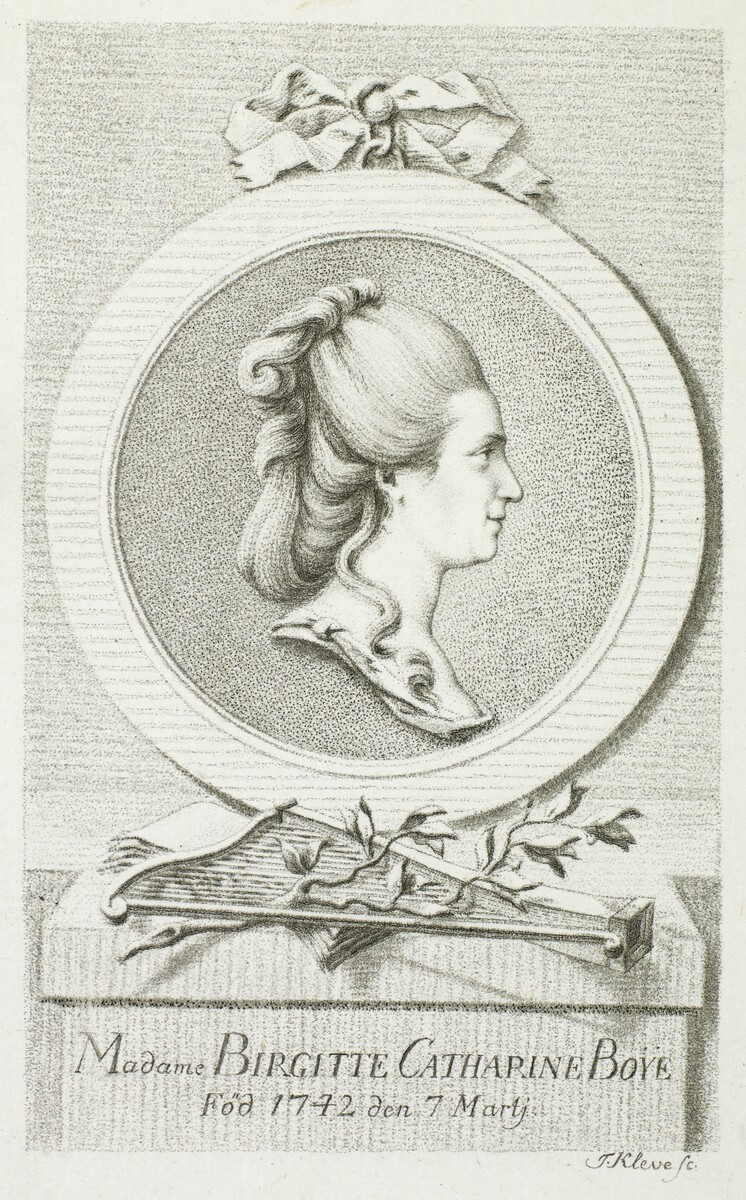
Birgitte Boye

Birgitte Cathrine Boye, geb. Johannissen, verwitwete Hertz (* 7. März 1742 in Gentofte; † 17. Oktober 1824 in Kopenhagen) war eine dänische Dichterin, die zu ihrer Zeit vor allem für ihre geistlichen Lieder bekannt war.

## Leben
Birgitte Cathrine Johannissen war die Tochter des königlichen Jagdaufsehers im Jægersborg Dyrehave Jens Johannissen (1711–um 1772) und dessen Frau Dorthea Henriksdatter (1712–um 1772).
Sie wurde schon im Alter von 13 Jahren mit dem Forstbediensteten Herman Michelsen Hertz (1734–1775) verlobt. Das Paar heiratete 1763, als Hertz eine feste Stellung als Forstmeister im königlichen Wald in der Nähe von Vordingborg bekommen hatte. In den Folgejahren widmete sie sich der Familie und der Erziehung ihrer drei Kinder, darunter Jens Michael Hertz (1766–1825), der später Bischof von Ribe wurde. Von ihrer abgelegenen Wohnung aus beschaffte sie sich Bücher und lernte in jenen Jahren Englisch, Deutsch und Französisch, um die wichtigsten europäischen Werke in den Originalsprachen lesen zu können.
Als die 1759 gestiftete Selskabet til de skønne og nyttige Videnskabers Forfremmelse (Gesellschaft zur Förderung schöner und nützlicher Wissenschaften) 1773 einen Preis für geistliche Dichtung ausschrieb, nahm die bis dahin völlig unbekannte Birgitte Cathrine Hertz mit zwanzig Liedern (zehn davon ausgehend von Psalm 104) daran teil – und gewann. Ihre Dichtungen im Stil Christian Fürchtegott Gellerts und Friedrich Gottlieb Klopstocks trafen den Geschmack der Zeit. Gefördert wurde sie von Ove Høegh-Guldberg, dem Erzieher des Erbprinzen Friedrich.
Durch die Sparmaßnahmen, die Johann Friedrich Struensee dem dänischen Staat verordnete, wurden die königlichen Wälder privatisiert und Hertz verlor sein Einkommen als königlicher Forstmeister. Seine Frau wandte sich an Høegh-Guldberg, der es ihr ermöglichte, ihre Söhne nach Helsingør zur Schule zu schicken. 1775 starb ihr Mann bei einem Sturz vom Pferd. Die junge Witwe zog nach Kopenhagen, wo sie Høegh-Guldberg, der Erbprinz und dessen Mutter Juliane von Braunschweig-Wolfenbüttel finanziell unterstützten. Nach dreijähriger Witwenzeit heiratete sie 1778 den Zollschreiber und Justizrat Hans Boye (1745–1815).
Als Høegh-Guldberg und Bischof Ludvig Harboe 1778 ein neues dänisches Gesangbuch herausgaben, welches das achtzig Jahre alte Gesangbuch von Thomas Kingo ablösen sollte, waren von dessen 438 Liedern 149 von Birgitte Boye, darunter 24 Übersetzungen aus dem Englischen und Deutschen.
Danach begann Birgitte Boye auch dramatische Werke zu schreiben: Das Schäferstück Melicerte wurde 1780 zum Geburtstag der Königinwitwe Juliane auf Schloss Fredensborg aufgeführt und pries deren Rolle bei dem Sturz von Struensee. Gorm den gamle, 1781 geschrieben und 1784 gedruckt, war dem Erbprinzen gewidmet und wurde 1785 im Königlichen Theater in Kopenhagen aufgeführt. Ihre Nachdichtung der Psalmen, Davids Salmer i fri Oversættelse, wurde ab 1781 veröffentlicht. Daneben stammten auch einige Kantaten aus ihrer Feder.
Nachdem Høegh-Guldberg durch Kronprinz Friedrich VI. 1784 aus der Regierung gedrängt worden war, schrieb sie nur noch wenig, zuletzt 1795 Sigrid eller Regnalds Død, ein heroisches Schauspiel, dessen Handlung sie Saxo Grammaticus entnommen hatte, und ein Gedicht über den Brand von Kopenhagen. 1783 nahm sie eine Pflegetochter auf.

## „Guldbergsches Gesangbuch“
Das Guldbergsche Gesangbuch sollte vor allem das städtische Bürgertum ansprechen, das wissenschaftliche Kenntnisse mit seinem Glauben verbinden wollte, und war für seine „astronomischen Kirchenlieder“ erst berühmt und dann berüchtigt.
Es galt in Dänemark bald als überholt und wurde schon 1798 durch das Evangelisk-kristelige Salmebog ersetzt; in Norwegen blieb es länger in Gebrauch. Boyes Lieder spiegelten den Zeitgeschmack der zweiten Hälfte des 18. Jahrhunderts, aber konnten sich auf Dauer nicht halten. In Dänemark überstand nur eins ihrer Lieder, Alvidende! dit øje mig ransager, die Revisionen des Gesangbuchs.
Mehrere ihrer Lieder gelangten durch norwegische Einwanderer in die USA und wurden in englischer Übersetzung dort in lutherische Gesangbücher aufgenommen, darunter das Weihnachtslied Rejoice, rejoice this happy morn und das Osterlied He Is Arisen! Glorious Word (Han er opstanden! Store Bud!). Beide sind auf die Melodie Wie schön leuchtet der Morgenstern zu singen.